# کارما آتوموتیو
کارما آتوموتیو (انگلیسی: Karma Automotive) شرکت خودروسازی آمریکایی است، که در سال ۲۰۱۵ تأسیس شد.